# Protesty przeciwko wojnie wietnamskiej w Stanach Zjednoczonych

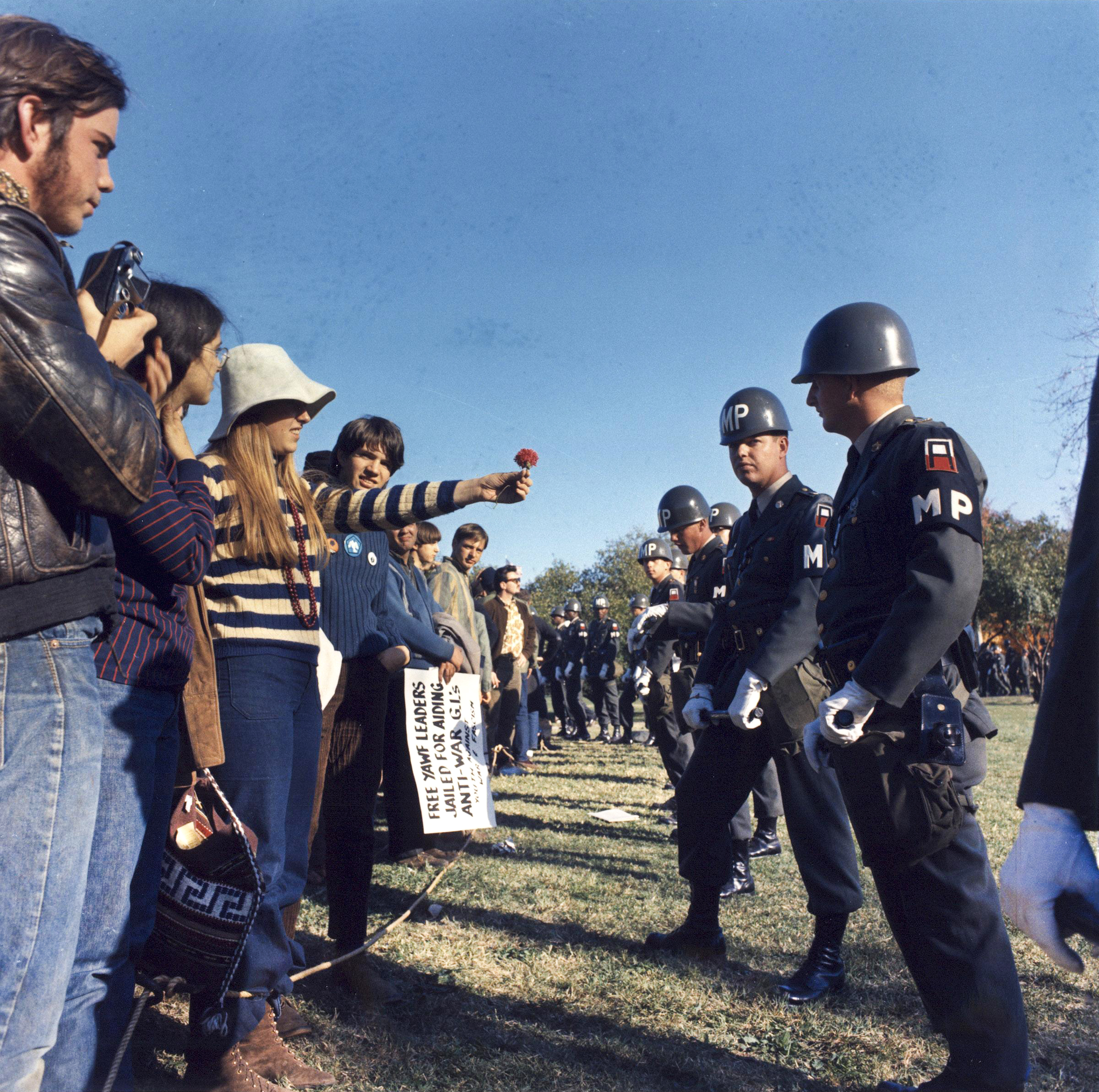
Flower Power: Dziewczyna ofiarowuje policji wojskowej kwiatek podczas protestu przeciwko wojnie w Wietnamie w Arlington (1967)

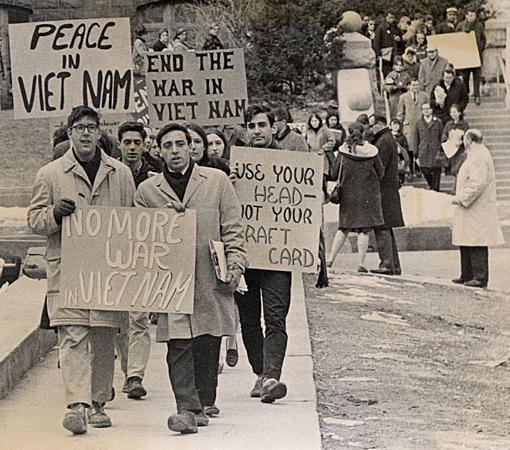
Studencki protest w Madison (1965)

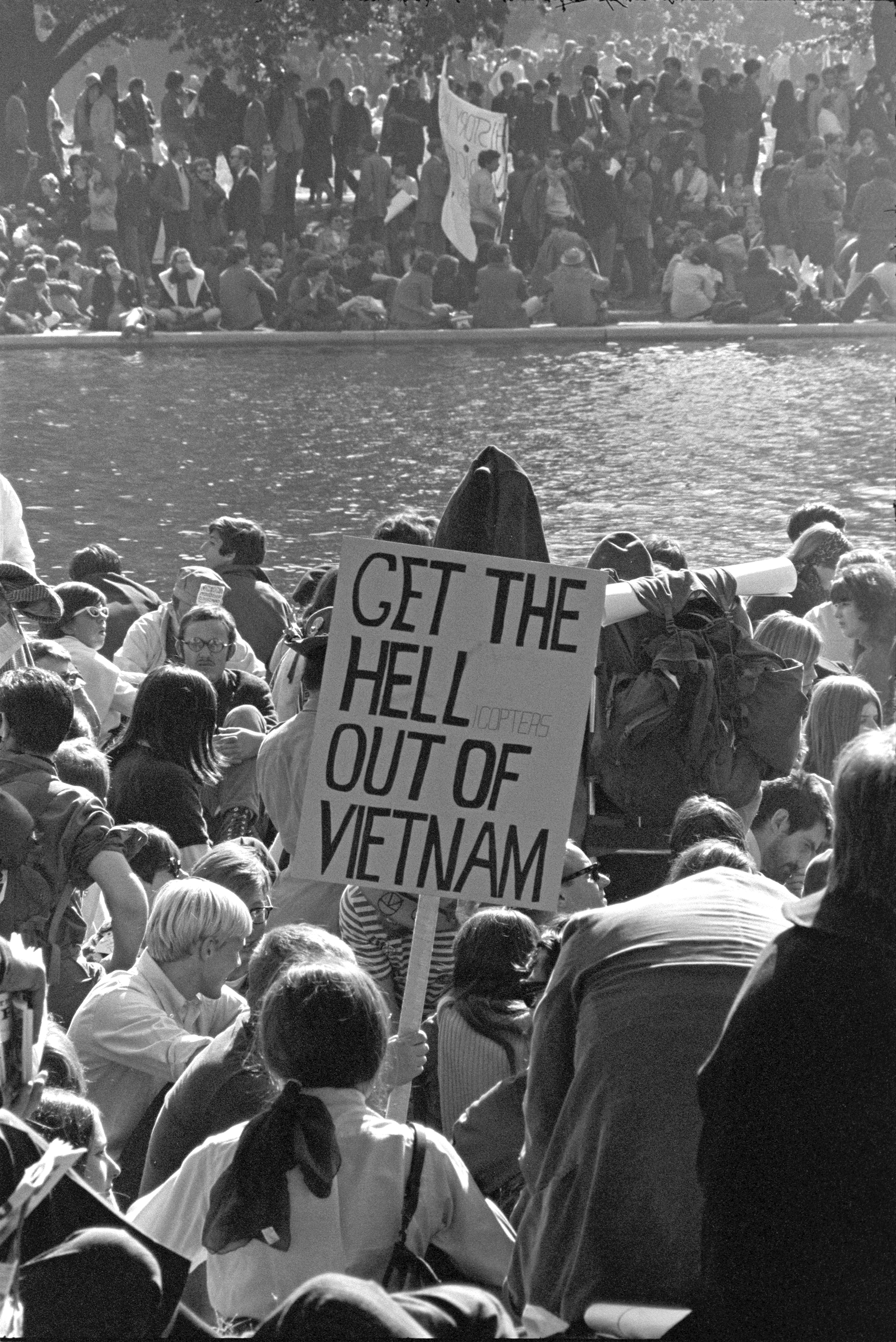
Protest podczas marszu na Pentagon (1967)

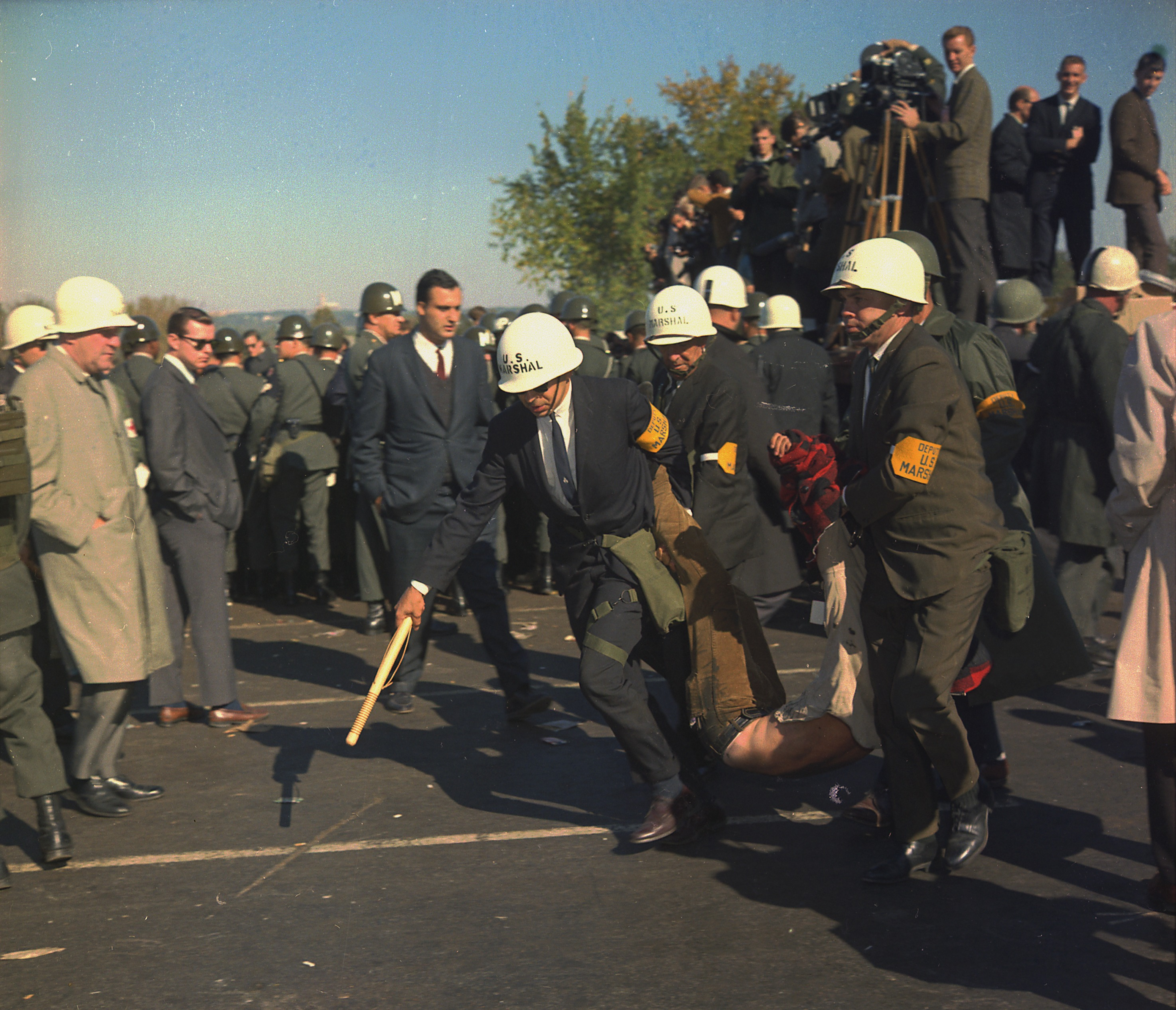
Marshalowie usuwają demonstranta podczas protestu w Waszyngtonie (1967)

W latach sześćdziesiątych i siedemdziesiątych XX wieku w Stanach Zjednoczonych miały miejsce liczne protesty przeciwko wojnie w Wietnamie. Pierwsze ruchy przeciwko konfliktowi zrodziły się w miasteczkach akademickich, ale w miarę jak wojna się przeciągała i zwiększały się straty, sprzeciw wobec niej stale wzrastał. Prezydent USA Richard Nixon został zmuszony do wycofania wojsk amerykańskich z Wietnamu w 1973 roku, między innymi pod wpływem protestów Amerykanów.

## Historia
W sierpniu 1964 roku doszło do incydentu w Zatoce Tonkińskiej: północnowietnamskie kutry torpedowe miały storpedować dwa niszczyciele Marynarki Wojennej Stanów Zjednoczonych. W odpowiedzi ówczesny prezydent USA Lyndon B. Johnson rozpoczął bombardowania celów wojskowych w Wietnamie Północnym. W tym momencie część Amerykanów zakwestionowała deklarację gabinetu Johnsona, że jego misją jest walka z komunizmem o demokrację w Wietnamie.
Chociaż pierwsze demonstracje antywojenne zorganizowano już w 1963 roku, protesty na dużą skalę rozpoczęły się dopiero po amerykańskich bombardowaniach. Pierwsze ruchy antywojenne powstały w miasteczkach amerykańskich uniwersytetów. Nowolewicowa organizacja Studenci na rzecz Demokratycznego Społeczeństwa rozpoczęła organizowanie protestów przeciwko sposobowi prowadzenia wojny. Pierwsza demonstracja odbyła się w Waszyngtonie w 1965 roku. W demonstracji wzięło udział około 40 000 osób, z czego większość stanowili studenci. Chociaż na początku wojny większość Amerykanów popierała interwencję w Wietnamie, ruch jej przeciwników został zauważony przez amerykańskie media.
Do listopada 1967 roku Stany Zjednoczone wysłały już do Wietnamu prawie 500 000 żołnierzy United States Army. Jednocześnie w wojnie zginęło ponad 15 000 żołnierzy, a rannych zostało prawie 110 000. Wojna kosztowała Stany Zjednoczone około 25 miliardów dolarów rocznie, co również przyciągnęło uwagę podatników. Z powodu ciężkich strat wojsko wysyłało co miesiąc do Wietnamu około 40 000 nowych żołnierzy w ramach poboru, co dodatkowo zwiększało poparcie dla ruchu antywojennego.
21 października 1967 roku miał miejsce jeden z największych protestów antywojennych, kiedy około 100 000 ludzi przybyło na demonstrację pod mauzoleum Abrahama Lincolna w Waszyngtonie. Około 30 000 demonstrantów kontynuowało swój protest przed Pentagonem, który służy jako siedziba Departamentu Obrony Stanów Zjednoczonych. Protestujący starli się z żołnierzami pilnującymi budynku oraz z marshalami federalnymi, co doprowadziło do aresztowań setek demonstrantów. Jednym z aresztowanych był pisarz Norman Mailer, który opublikował swoją książkę Armies of the Night, opisującą te wydarzenia. Publikacja książki jeszcze bardziej zwiększyła poparcie dla antywojennego ruchu. Kolejnym czynnikiem, który znacząco zwiększył dla niego poparcie, było przemówienie Martina Luthera Kinga w 1967 roku, w którym skrytykował wykorzystanie funduszy federalnych na wojnę w Wietnamie zamiast na problemy wewnętrzne oraz fakt, że w Wietnamie zginęło znacznie więcej Afroamerykanów niż białych.
W styczniu 1968 roku północni Wietnamczycy rozpoczęli ofensywę Tết, która była zaskoczeniem dla Amerykanów i jeszcze bardziej zwiększyła liczbę osób sprzeciwiających się wojnie. W sondażu przeprowadzonym w lutym 1968 roku tylko 35 procent respondentów stwierdziło, że popiera stanowisko prezydenta Johnsona w sprawie wojny w Wietnamie. Liczba przeciwników wojny wzrosła jeszcze bardziej, gdy w telewizji zaczęli pojawiać się okaleczeni żołnierze, którzy powrócili z wojny. Następne starcia między policją a demonstrantami również zaczęły przybierać na sile; kiedy protestujący zajęli budynek administracyjny Uniwersytetu Columbia w kwietniu 1968 roku, policja musiała użyć siły, aby usunąć ich z budynku. Następnie aktywiści zaczęli stosować także ostrzejsze środki, między innymi sabotując fabryki produkujące bomby napalmowe wykorzystywane w Wietnamie i niszcząc dokumenty. Ze względu na ogromną liczbę przeciwników konfliktu Johnson zdecydował się nie ubiegać o kolejną kadencję. Eugene McCarthy, który był przeciwny wojnie, został kandydatem Demokratów na prezydenta w miejsce Johnsona, którego kontrkandydatem był Republikanin Richard Nixon. W swojej kampanii Nixon obiecał przywrócenie porządku w kraju, nawiązując do antywojennych demonstracji i zamieszek po udanym zamachu na Martina Luthera Kinga. W grudniu 1969 roku rząd amerykański nakazał przeprowadzenie tak zwanej „loterii poborowych”, w celu wysłania nowych żołnierzy do Wietnamu. Niektórzy obywatele USA uciekli przed poborem do Kanady lub Szwecji, korzystając z pomocy między innymi duchowieństwa.
W lutym 1970 roku masakra wietnamskich cywilów w Mỹ Lai, ukrywana przez rząd USA, stała się wiedzą publiczną, co jeszcze bardziej zwiększyło sprzeciw wobec wojny. Pod koniec kwietnia Nixon ogłosił, wbrew wcześniejszym obietnicom, że Stany Zjednoczone dokonają inwazji na Kambodżę. Wywołało to powszechne protesty w Stanach Zjednoczonych. 4 maja w mieście Kent w stanie Ohio żołnierze Gwardii Narodowej dokonali masakry na miejscowym uniwersytecie, zabijając czterech i raniąc dziewięciu studentów, którzy demonstrowali przeciwko kolejnej wojnie.
13 czerwca 1971 roku dziennik „The New York Times” opublikował tajne dokumenty Departamentu Obrony USA znane jako Pentagon Papers, z których wynikało, że rząd USA zataił istotne informacje na temat wojny w Wietnamie. Wyciek sprawił, że Amerykanie jeszcze bardziej zakwestionowali politykę wojenną swojego państwa. W rezultacie Nixon podjął decyzję o rozpoczęciu wycofywania sił zbrojnych USA z Azji Południowo-Wschodniej, a 27 stycznia 1973 roku w Paryżu podpisano rozejm między obiema stronami. Po ponownym rozpoczęciu walk USA nie były już chętne do udziału w wojnie, a ostatnie oddziały opuściły Sajgon w 1975 roku, kiedy Wietnam Południowy przegrał wojnę.
Protesty przeciwko wojnie w Wietnamie organizowano głównie na uniwersytetach. W 1968 roku do organizacji Studenci na rzecz Demokratycznego Społeczeństwa, która organizowała demonstracje, należało już około 100 000 studentów. Działalność sprzeciwiających się wojnie miała głównie charakter pokojowy: aktywiści organizowali między innymi strajki okupacyjne, legalne demonstracje i zorganizowane grupy oddolne. Niektórzy aktywiści udali się nawet do Wietnamu Północnego, aby pomóc rannym cywilom.